# Guy Tachard

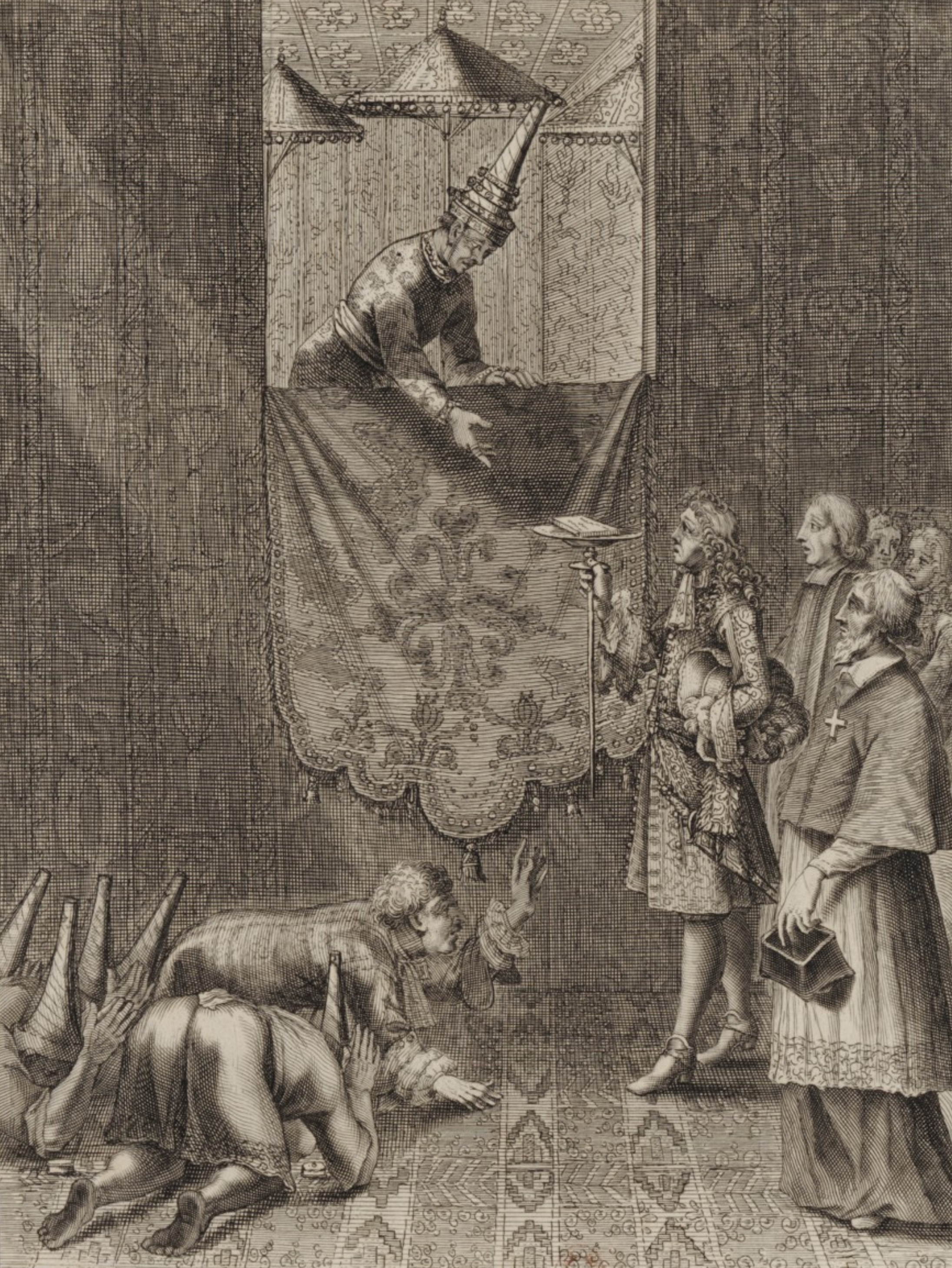
Chevalier de Chaumont con jesuitas presenta una nota de Louis XIV al King Narai, 1685

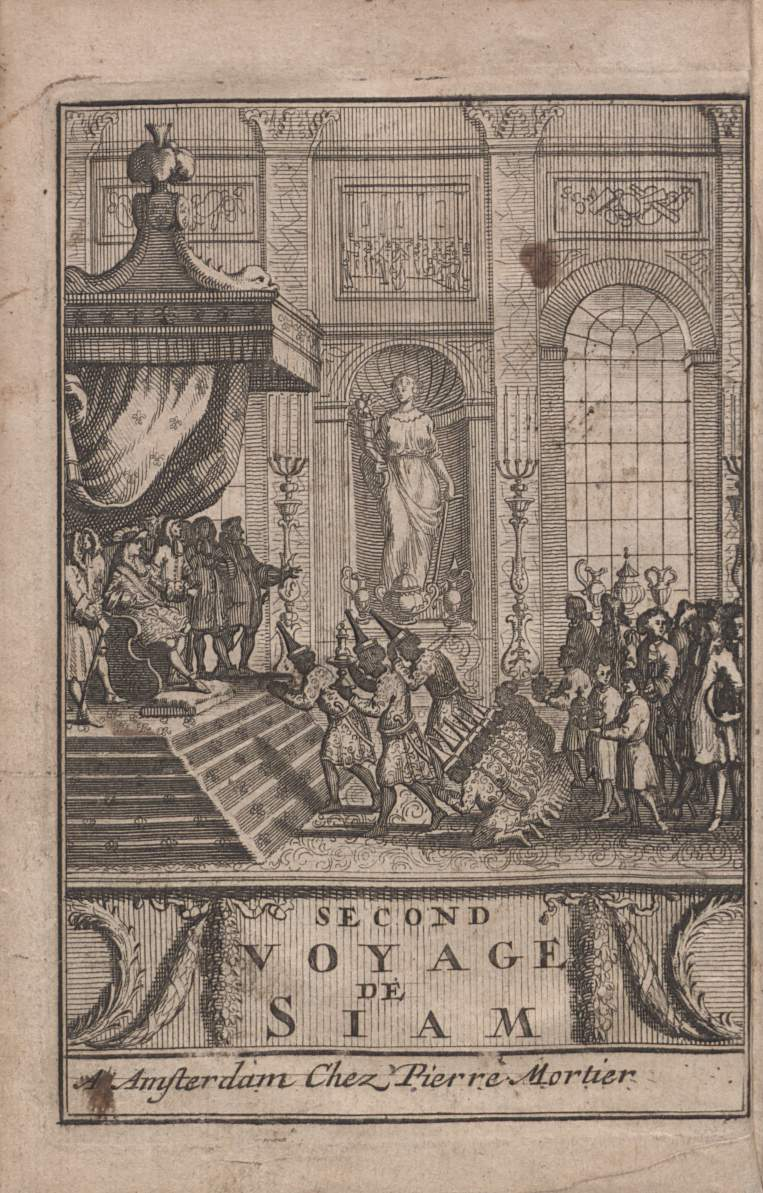
Second voyage du pere Tachard et des Jesuites envoyes par le roy, 1689

Guy Tachard (1651–1712), conocido como Padre Tachard, fue un jesuita misionario y matemático francés del siglo XVII, quien estuvo en dos ocasiones en el reino de Siam a las órdenes de Luis XIV. Era aborigen de Marthon, Angoulême.
En 1680, Tachard se dirige al Caribe (Antillas) con Jean II d'Estrées. 
Tachard participó en las embajadas de Siam, en respuesta a las embajadas enviadas por el siamés rey Narai a Francia con el fin de obtener una alianza contra los holandeses.

## Primera embajada a Siam (1685)
Fue enviado en 1685 con otros cinco jesuitas bajo el Superior Jean de Fontaney, en la primera embajada francesa a Siam, dirigida por el Chevalier de Chaumont y François-Timoléon de Choisy, y acompañados por Claude de Forbin. El objetivo de los jesuitas era completar una expedición científica a las Indias y China. Atraídos por el griego Constantine Phaulkon, regresó a Francia para sugerir una alianza con el rey de Siam Narai a Luis XIV. 
Los otros cinco jesuitas continuaron a China, arribando en febrero de 1688: Jean de Fontaney (1643–1710), Joachim Bouvet (1656–1730), Jean-François Gerbillon (1654–1707), Louis Le Comte (1655–1728), Claude de Visdelou (1656–1737).
Las dos naves de la embajada regresaron a Francia con una embajada siamés a bordo, encabezada por el embajador siamés Kosa Pan, trayendo una propuesta de alianza eterna entre Francia y Siam. La embajada se quedó en Francia desde junio de 1686 a marzo de 1687.

## Segunda embajada a Siam (1687)
Una segunda embajada se envía a Siam en marzo de 1687. organizada por Colbert, de la cual formaba parte Tachard de nuevo. La embajada consistía en cinco buques de guerra, liderados por el General Desfarges, y traía a casa la embajada siamés.
La misión estuvo encabezada por Simon de la Loubère y Claude Céberet du Boullay, director de la Compañía francesa de las Indias Orientales. Un jesuita joven fue llevado por Tachard: el futuro compositor André Cardinal Destouches. Sin embargo, además de la reafirmación del tratado comercial de 1685, la misión logró apenas poco más. El desembarco de trpas francesas en Bangkok y Mergui condujo a fuertes movimientos nacionalistas en Siam dirigidos por Phra Petratcha para finalmente resultar en la revolución de Siam de 1688 en donde el rey Narai muere, Phaulkon ejecutado, y Phra Petratcha convertido en rey. Desfarges negoció su retorno con esa persona a Pondicherry. En la última parte de 1689, Desfarges capturó la isla de Phuket en un intento de restaurar el control francés.

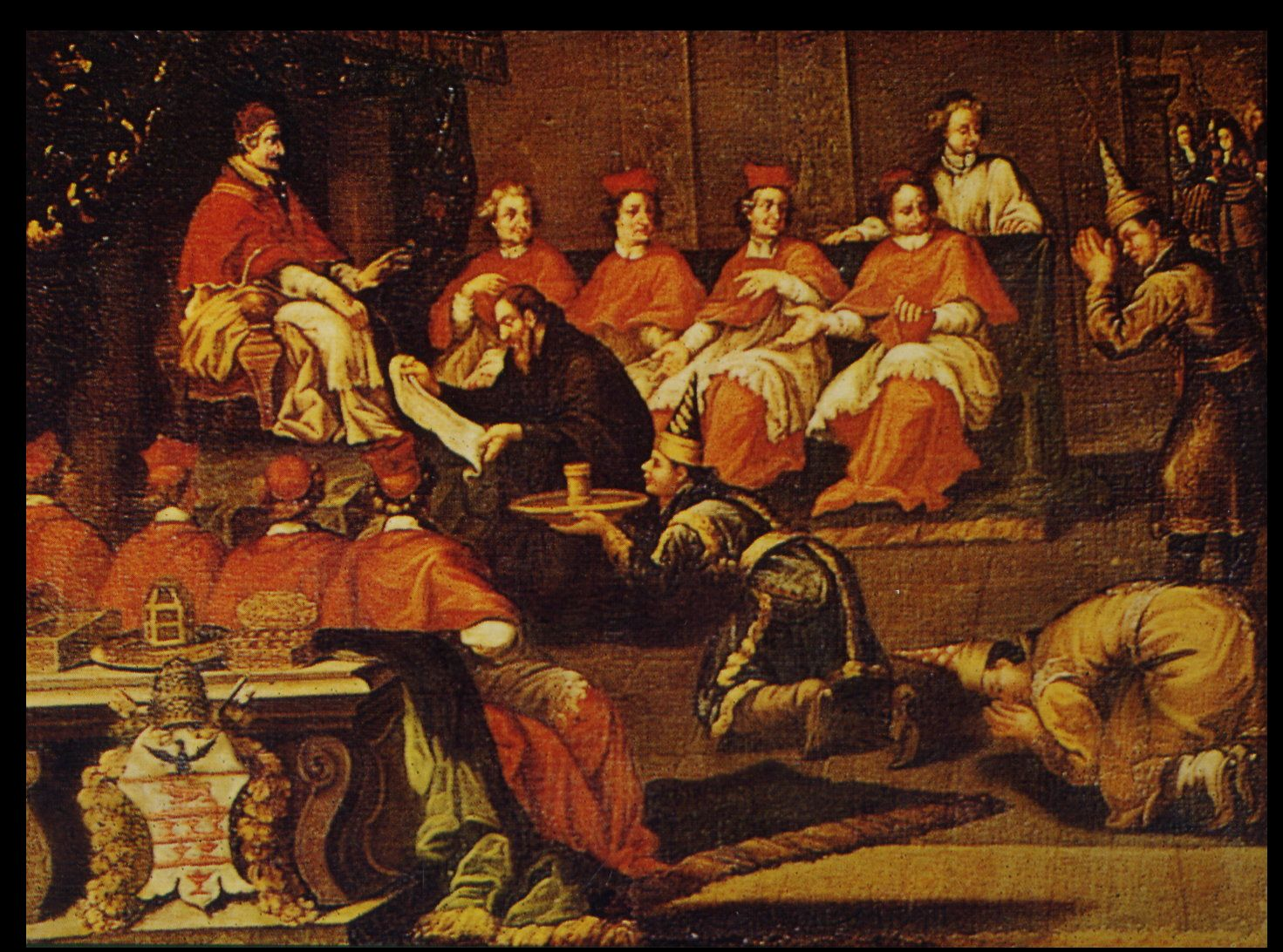
Tachard, con enviados siameses, trayendo una carta del rey Narai al Papa Inocencio XI, diciembre de 1688

Mientras tanto Tachard regresó a Francia con el título de "Embajador Extraordinario para el rey de Siam", acompañado por Ok-khun Chamnan, visitando el Vaticano entre diciembre y enero de 1689. Con el embajador siamés se reunieron con el Papa Inocencio XI y traduciendo una nota de Narai a él.

## Otras travesías
En 1690, al intentar Tachard regresar a Siam, ocurrió una revolución y el rey Narai estaba muerto y un nuevo rey en el trono. Tachard tuvo que parar en Pondicherry y retornar a Francia sin obtener permiso a ingresar al país.
En 1699, fue de nuevo a Siam, y logró entrar al país. Se reunió con Kosa Pan, ya Ministro de Asuntos Exteriores y Comercio, y con el nuevo rey Petracha, pero las reuniones fueron puramente formales y no condujeron a nada.
Tachard viajó por quinta vez a Asia, falleciendo en Chandernagor en 1712.

## Obra
- Tachard, Guy (1688) A relation of the voyage to Siam : performed by six Jesuits sent by the French king, to the Indies and China in the year 1685
- Tachard, Guy (1689) Second Voyage
- Guy Tachard, Michael Smithies, Choisy, Simon de la Loubère (2000) A Siamese Embassy Lost in Africa 1686: The Odyssey of Ok-khun Chamnan, Silkworm Books, Cabo de Buena Esperanza (Sudáfrica), ISBN 974-7100-95-9